# 5081 Sanguin
5081 Sanguin este un asteroid din centura principală, descoperit pe 18 noiembrie 1976, de Obs. Feliksa Aguilara.